# Torneo de Auckland 2009
El Torneo de Auckland es un evento de tenis que se disputa en Auckland, Nueva Zelanda,  se juega entre el 12 de enero y el 18 de enero de 2009.

## Campeones
- Individuales masculinos:  Juan Martín del Potro derrota a   Sam Querrey, 6-4, 6–4.

- Dobles masculinos:  Martin Damm /  Robert Lindstedt derrotan a  Scott Lipsky /  Leander Paes, 7–5, 6–4.